# Michael Allendorf
Michael Allendorf, né le 16 septembre 1986 à Heppenheim, est un handballeur allemand. Il évolue au poste de ailier gauche au MT Melsungen.